# Sadıkhacı, Beyşehir
Sadıkhacı là một thị trấn thuộc huyện Beyşehir, tỉnh Konya, Thổ Nhĩ Kỳ. Dân số thời điểm năm 2011 là 1.923 người.